# Trofeo Laigueglia 2017
La 54e édition du Trofeo Laigueglia a lieu le 12 février 2017. La course fait partie du calendrier UCI Europe Tour 2017 en catégorie 1.HC. C'est également la deuxième épreuve de la Coupe d'Italie de cyclisme sur route 2017.

## Présentation

### Équipes
Classé en catégorie 1.HC de l'UCI Europe Tour, le Trofeo Laigueglia est par conséquent ouvert aux WorldTeams dans la limite de 70 % des équipes participantes, aux équipes continentales professionnelles, aux équipes continentales italiennes et à une équipe nationale italienne.
Vingt-trois équipes participent à ce Trofeo Laigueglia - quatre WorldTeams, douze équipes continentales professionnelles, six équipes continentales et une équipe nationale :
| WorldTeams (4)- AG2R La Mondiale - Astana - FDJ - UAE Abu Dhabi Équipes continentales professionnelles (12)- Androni Giocattoli - Aqua Blue Sport - Bardiani CSF - Direct Énergie - Delko Marseille Provence KTM - Fortuneo-Vital Concept - Gazprom-RusVelo - Israel Cycling Academy - Nippo-Vini Fantini - Novo Nordisk - Wilier Triestina-Selle Italia - WB-Veranclassic-Aqua Protect Équipes continentales (6)- Amore & Vita-Selle SMP-Fondriest - D'Amico-Utensilnord - GM Europa Ovini - Sangemini-MG.Kvis - Tirol - Unieuro Trevigiani-Hemus 1896 Équipe nationale- Italie |
| |

## Classements

### Classement final
| \| Classement général \| Classement général \| Classement général \| Classement général \| Classement général \| \| Coureur \| Coureur \| Pays \| Équipe \| Temps \| \| ------------------ \| ------------------ \| ------------------ \| ---------------------------- \| ------------------ \| \| 1er \| Fabio Felline \| Italie \| Italie \| 4 h 54 min 01 s \| \| 2e \| Romain Hardy \| France \| Fortuneo-Vital Concept \| + 25 s \| \| 3e \| Mauro Finetto \| Italie \| Delko-Marseille Provence-KTM \| + 25 s \| \| 4e \| Matteo Trentin \| Italie \| Italie \| + 25 s \| \| 5e \| Cyril Gautier \| France \| AG2R La Mondiale \| + 25 s \| \| 6e \| Francesco Gavazzi \| Italie \| Androni-Sidermec-Bottecchia \| + 25 s \| \| 7e \| Arthur Vichot \| France \| FDJ \| + 25 s \| \| 8e \| Matej Mohorič \| Slovénie \| UAE Abu Dhabi \| + 25 s \| \| 9e \| Mattia Cattaneo \| Italie \| Androni-Sidermec-Bottecchia \| + 25 s \| \| 10e \| Romain Combaud \| France \| Delko-Marseille Provence-KTM \| + 29 s \| |                   |          |                              |                 |
| |                   |          |                              |                 |
| Sources : ProCyclingStats Cycling Quotient Cycling Archives |                   |          |                              |                 |
| Classement général |                   |          |                              |                 |
| Coureur | Coureur           | Pays     | Équipe                       | Temps           |
| 1er | Fabio Felline     | Italie   | Italie                       | 4 h 54 min 01 s |
| 2e | Romain Hardy      | France   | Fortuneo-Vital Concept       | + 25 s          |
| 3e | Mauro Finetto     | Italie   | Delko-Marseille Provence-KTM | + 25 s          |
| 4e | Matteo Trentin    | Italie   | Italie                       | + 25 s          |
| 5e | Cyril Gautier     | France   | AG2R La Mondiale             | + 25 s          |
| 6e | Francesco Gavazzi | Italie   | Androni-Sidermec-Bottecchia  | + 25 s          |
| 7e | Arthur Vichot     | France   | FDJ                          | + 25 s          |
| 8e | Matej Mohorič     | Slovénie | UAE Abu Dhabi                | + 25 s          |
| 9e | Mattia Cattaneo   | Italie   | Androni-Sidermec-Bottecchia  | + 25 s          |
| 10e | Romain Combaud    | France   | Delko-Marseille Provence-KTM | + 29 s          |

### UCI Europe Tour
Ce Trofeo Laigueglia attribue des points pour l'UCI Europe Tour 2017, par équipes seulement aux coureurs des équipes continentales professionnelles et continentales, individuellement à tous les coureurs sauf ceux faisant partie d'une équipe ayant un label WorldTeam.
| Position,          | 1er | 2e  | 3e  | 4e  | 5e | 6e | 7e | 8e | 9e | 10e | 11e | 12e | 13e | 14e | 15e | 16e à 30e | 31e à 40e |
| Classement général | 200 | 150 | 125 | 100 | 85 | 70 | 60 | 50 | 40 | 35  | 30  | 25  | 20  | 15  | 10  | 5         | 3         |

## Liste des participants
| Légende | Légende                                                                    | Légende | Légende                                                    |
| ------- | -------------------------------------------------------------------------- | ------- | ---------------------------------------------------------- |
| Num     | Dossard de départ porté par le coureur sur ce Trofeo Laigueglia            | Pos     | Position à l'arrivée de la course                          |
|         | Indique un maillot de champion national ou mondial, suivi de sa spécialité | NP      | Indique un coureur qui n'a pas pris le départ de la course |
| AB      | Indique un coureur qui n'a pas terminé la course                           | HD      | Indique un coureur qui a terminé la course hors des délais |